# البرختیتسه ف ییزرسکیخ هوراخ
البرختیتسه ف ییزرسکیخ هوراخ (به چکی: Albrechtice v Jizerských horách) یک منطقهٔ مسکونی در جمهوری چک است که در ناحیه یابلونتس ناد نیسوو واقع شده‌است.